# يانا، الهند
يانا هي قرية تقع في غابات كومتا وسيرسي أوتارا كانادا في ولاية كارناتاكا بالهند والتي تشتهر بالتكوينات الصخرية الكارستية غير العادية. تقع في سلسلة جبال سهيادري في غاتس الغربية، على بعد حوالي 60 كيلومترًا (37 ميلًا) من ميناء كاروار، و 39 كيلومترًا (24 ميلًا) من سيرسي، و 31 كيلومترًا (19 ميلًا) من كومتا. يانا هي واحدة من أكثر القرى رطوبة في العالم وهي أنظف قرية في ولاية كارناتاكا وثاني أنظف قرية في الهند. النتوءان الصخريان الفريدان بالقرب من القرية هما عامل جذب سياحي ويمكن الوصول إليه بسهولة عن طريق رحلة صغيرة عبر 0.5 كيلومتر (0.31 ميل) من الغابات الكثيفة من أقرب طريق.
تشتهر يانا بهاتين الصخريين الهائلين المعروفين باسم بهارافيشوارا شيخارا وموهيني شيخارا («شيخارا» تعني «التل»). وتتكون الصخور الضخمة من الحجر الجيري البلوري الأسود الصلب. يبلغ ارتفاع بهارافيشوارا شيخارا 120 مترًا (390 قدمًا)، بينما يبلغ ارتفاع موهيني شيخارا، الأصغر، 90 مترًا (300 قدمًا). تُعرف يانا أيضًا بأنها مركز للحج بسبب معبد الكهف أسفل بهارافيشوارا شيخارا حيث تم تشكيل سوايامبو («تجلى بنفسها»، أو «الذي تم إنشاؤه بموافقتها»). تتساقط المياه من السقف فوق اللينجا، مما يزيد من قدسية المكان.
خلال الاحتفالات السنوية التي تقام هنا خلال شيفاراتري، يقام أيضًا مهرجان للسيارات. يُعرف المكان والتلال المحيطة أيضًا بالغابات ذات المناظر الخلابة الخضراء.
[ملاحظة لتحديد الأماكن حول قرية يانا بواسطة نظام التموضع العالمي: قرية يانا؛ بهارافيشوارا شيخارا، يانا؛ موهيني شيخارا، يانا؛ يانا روكس، يانا؛ كهوف يانا تقع ساحة انتظار سيارات يانا وشلالات فيبهوتي على طريق ماتيغاتا في أتشاف بالقرب من الفندق. ومع ذلك، لا يوجد طريق قصير يربط بين جميع هذه الأماكن - يسحب مخطط خرائط جوجل بالسيارة حلقة 70 كم].

## جغرافية
يرتفع المنحدرين الصخريين أو التلال، المحاطة بغابات كثيفة وجداو، بشكل حاد فوق المنطقة المحيطة بالقرب من قرية يانا. إنها جزء من سلسلة تل سهيادري في غاتس الغربية في جنوب الهند وتعطي هوية واضحة لـيانا وسلسلة التل بأكملها. في أول تل صخري، بهارافيشوارا شيخارا، هناك فتحة بعرض 3 أمتار (9.8 قدم) في وجه الصخرة التي تؤدي إلى كهف. داخل الكهف، يوجد تمثال برونزي لـ «تشانديكا»، تجسيد للإلهة دورجا. يحتوي الكهف على سوايامبو («يتجلى ذاتيًا») شيفا لينجا («رمز شيفا») تتقاطر فوقه مياه الينابيع من سقف النفق العلوي. نشأ كجدول صغير، يسمى شانديهول، يندمج في النهاية مع نهر اغناشيني في أوبيناباتانا. يفسر السكان المحليون هذا على أنه ظهور نهر جانجودبهافا (نهر الغانج الصاعد). يوجد حوالي 61 هيكلًا صخريًا من الحجر الجيري، داخل دائرة نصف قطرها 3 كيلومترات، اثنان منها بحجم ملحوظ.
يعزى الخلق الطبيعي لــشيفا لينجا في الكهف من قبل العلماء إلى الظاهرة الجيولوجية التي شكلتها الهوابط والصواعد في تكوينات الحجر الجيري. كان هناك اقتراح لاستخدام الصخور في صناعات مثل مصنع الأسمنت.